# Philippe Klein

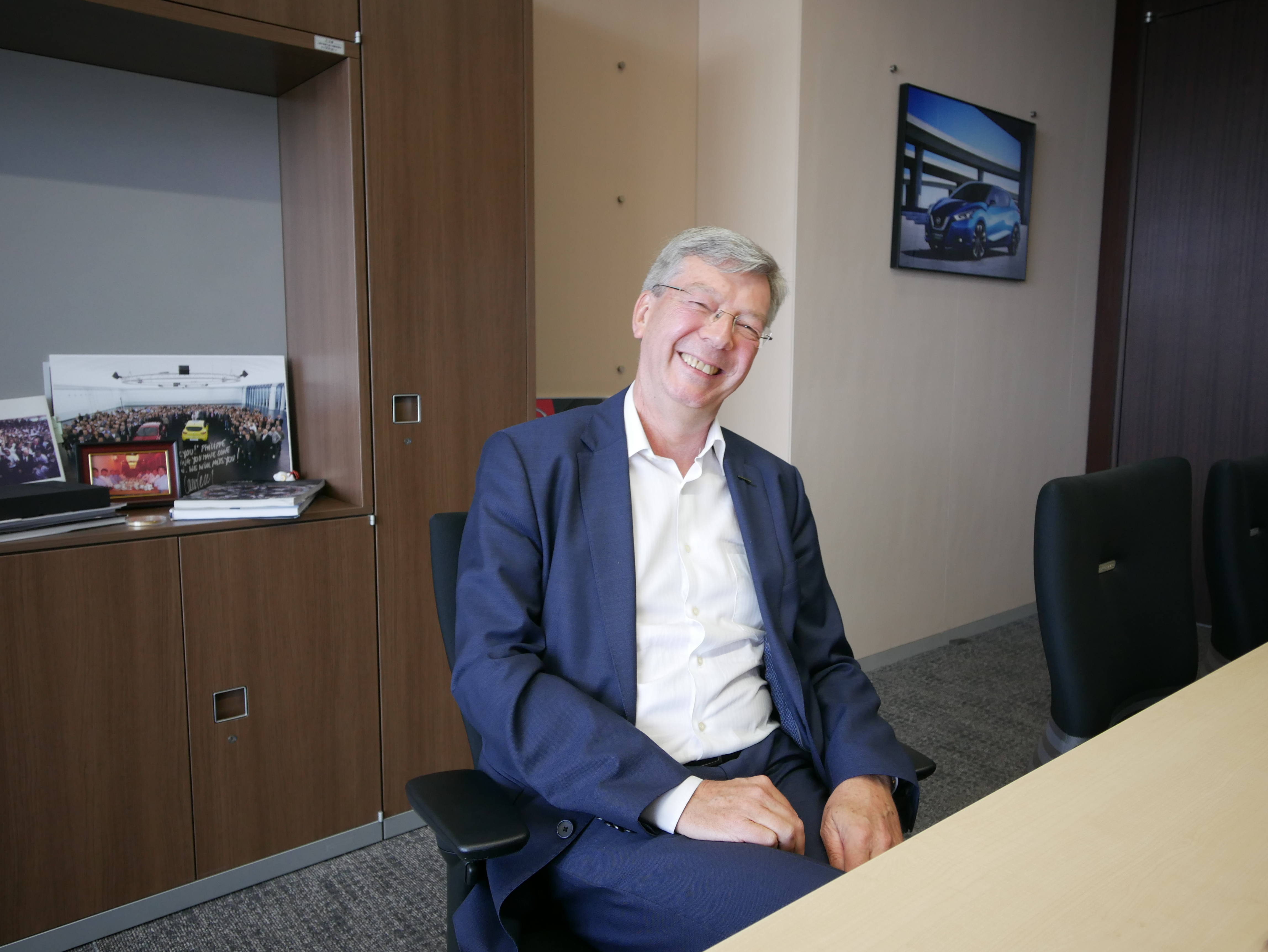
Philippe Klein

Philippe Klein (* 1957 in Frankreich) ist ein französischer Ingenieur und Manager. Klein ist Chief Planning Officer von Nissan.

## Ausbildung und akademische Laufbahn
Klein studierte an der ESPCI wo er 1980 mit Diplom abschloss. Er setzte seine Studien an der École nationale supérieure du pétrole et des moteurs fort und schloss dort mit einem höheren Diplom ab.

## Karriere
Klein begann seine Karriere 1981 als Maschinenbau-Ingenieur bei Renault. 1992  wurde er "Executive Assistant" des damaligen Renault-Chairmans Louis Schweitzer. 
1999 ging Renault eine Allianz mit dem damals schwer angeschlagenen japanischen Autohersteller Nissan ein. Die beiden Firmen tauschten Minderheitsbeteiligungen aus und beschlossen eine technische und kaufmännische Zusammenarbeit. Diese Abmachungen sahen auch den Austausch von leitenden Mitarbeitern vor. Klein zog nach Tokio um, wo er zunächst als Vice-President von Renault und später als Vice-President von Nissan fungierte.
In 2003 wurde Klein zum "Vice President, Industrial System Performance Department" bei Renault ernannt. Klein war dort "Executive Vice President, Product Planning, Programs." Von 2005 bis 2008 war Klein Mitglied des Vorstands von  Renault.
In 2008, wurde Philippe Klein zum "Deputy Director General Product Planning, Programs" der Renault Gruppe ernannt.
Im September 2014, wurde Kleins Ernennung zum „Chief Planning Officer and member of the Executive Committee at Nissan“ bekannt gegeben. Klein übernahm das Ruder von Andy Palmer, der als CEO zu Aston Martin wechselte. Klein lebt und arbeitet seitdem wieder in Japan.